# El Segundo (Kalifornija)
El Segundo je grad u američkoj saveznoj državi Kalifornija. Prema popisu stanovništva iz 2010. u njemu je živjelo 16,654 stanovnika.